# Sal de pirilium
Um sal de pirilium ou composto de pirilium é um sistema em anel de 6 membros de átomos de carbono conjugado com um dos átomos de carbono substituido por um átomo de oxigênio positivamente carregado formando um sal com um contráion (contraião) negativamente carregado. É um derivado substituido oxigenado do benzeno e compartilha com este as propriedades aromáticas.